# 圣罗格堂 (帕尔马)
圣罗格堂（義大利語：Chiesa di San Rocco）是意大利帕尔马的一座罗马天主教教堂，晚期巴洛克风格，供奉圣罗格。

## 历史
在1528年鼠疫流行期间，此处建起一个小堂。1754年，耶稣会重建了教堂，由阿方索 Torregiani设计。 在重建期间，他们破坏了费德里科·祖卡里的壁画杰作《鞭打》（1608年）。1747年增加了钟楼。建筑师安东尼·贝托里。
第二小堂为《圣方济各沙勿略为异教徒施洗》；正祭台左侧是贾钦托·布兰迪的《耶稣的Circucision》。左侧的第二小堂是廖内洛·斯帕达的《圣依纳爵》和卡罗尼的《圣体圣事》。左边第一小堂是博爾蓋塞的《圣路易冈萨加》和《圣菲洛梅娜》。。